# Miltochrista moctans
Miltochrista moctans là một loài bướm đêm thuộc phân họ Arctiinae, họ Erebidae.